# Plumarella dentata
Plumarella dentata is een zachte koraalsoort uit de familie Primnoidae. De koraalsoort komt uit het geslacht Plumarella. Plumarella dentata werd in 1910 voor het eerst wetenschappelijk beschreven door Thomson & Russell. 